# Éneklő homok
Az éneklő homok, fütyülő homok vagy az úgynevezett ugató homok olyan homok, amely hangokat ad ki. A hang keletkezésének oka lehet a homokdűnék felett süvítő szél vagy a homokon való sétálás. Bizonyos feltételeknek egyszerre kell teljesülniük ahhoz, hogy létrejöjjön az éneklő homok. Ezek a következők:
1. A homokszemek formája: kerek; az átmérője 0,1 és 0,5 mm között.
2. A homoknak szilícium-dioxidot kell tartalmaznia.
3. A homok nedvességtartalma egy bizonyos szinten kell legyen.

A leggyakoribb hang, amit az ilyen homok kibocsát, a 450 Hz-es frekvenciához van közel.
Más, homok által képzett hangokat úgy írtak le, mint egy „ordító hangot” vagy mint egy „kirobbanó hangot”.
A sajátságos hangot, amelyet a dűnék hoznak létre 60 és 105 Hz között, a nyírási sáv ütközési mértéke határozza meg, amely elhatárolja a „homoklavinát” a dűne statikus részétől. A spontán „homoklavinák” esetében a frekvenciát a gravitáció és a homokszemek nagysága határozza meg.

## A dűnéknél
Az éneklő homokú dűnék egy olyan jelenség, amelyet úgy írnak le, mint egy ordító, kirobbanó, nyikorgó hangot, vagy egyszerűen a „Dűnék éneke” megnevezéssel illetik. Ez egy természetes hangjelenség, amely akár 105 decibelig is felerősödhet, pár percig is eltarthat, és a világ 35 sivatagában ismeretes. A hang egy hangos, mély dübörgéshez hasonlít, és általában a félhold alakú dűnék vagy a barkánok produkálják. A hangjelenséghez párosul egy leomló homoklavina, amelynek kiváltója általában a szél vagy a homokdűne gerincén sétáló ember.
Éneklő homok dűnék között a világ összes táján található, például a kaliforniai Kelso-dűne és Eureka-dűne; a „cukorhomok” partok és a Warren-dűnék Park délnyugat-Michiganben; a Sand Mountain, Nevadában; a Booming-dűnék a Namib-sivatagban; a Porth Oer (Fütyülő Homokként ismert) Aberdaron közelében, Walesben; az Indiana-dűnék Indianában; az Ugató Homok Hawaii-ban; Mingsha Shan Dunhuangban (Kína); Al Udeid Air Base, Dohától nyugatra, Katarban; és a Gebel Naqous, el-Tor mellett, Dél-Sínai-ban (Egyiptom).

## A tengerpartokon
A világ néhány tengerpartján a száraz homok éneklő, nyüszítő, fütyülő vagy ugató hangot ad ki, ha valaki elegendő erővel tapos a homokra.
Éneklő homokot tengerpartokon a Brit-szigetek 33 partjáról jeleztek, ahová beletartozik Észak-Wales és Eigg szigete a skót Hebridákon; aztán Észak-Amerika számos atlanti-óceáni partvidékéről, valamint Sourisnál, a Prince Edward-szigetek keleti csücskénél, Manchester-by-the-Sea-nál Massachusettsben, a Felső-tó és a Michigan-tó friss vizeinél és még más helyeken is.

## Magyarázatok
Különböző elméletek vannak az éneklő homok mechanizmusára. Az egyik azt mondja, hogy a hang frekvenciája függ a nyírósebességtől. A másik elmélet azt hangoztatja, hogy a rezgések frekvenciája szorosan összefügg a felszínen található száraz homokréteg vastagságával. A hanghullámok oda-vissza ingáznak a dűne felszíne és a nedves réteg felszíne között, amellyel egy rezonanciát hoznak létre, és így a hang ereje növekszik. A zajt a homokszemcsék közti súrlódás idézheti elő vagy a közöttük lévő levegő sűrítése.
A jelenség nincs teljesen megmagyarázva tudományos szempontból, de egy alapfeltétele már ismert: a homokszemek minél nagyobb arányban legyenek gömb alakúak. Továbbá néhányan azt is feltételezik, fontos, hogy a homokszemek azonos méretűek legyenek (a szél vagy a hullámok által kiválogatva), és a felületük mentes kell legyen bármilyen portól, szennyeződéstől vagy szerves anyagtól. Azt tartják, hogy az „éneklő” hang a különböző, egymáson csúszó homokrétegek közötti nyírófeszültség által keletkezik. Az azonos méret, az egységesség és a tisztaság azt jelenti, hogy a szemcsék egységesen mozognak le és fel, át az alattuk lévő rétegen. Akár egy kis mértékű szennyeződés is elegendő, hogy csökkentse a szemcsék súrlódását, és ezáltal a homok elhallgat.
Mások azt hiszik, hogy a jellegzetes hangot a homokszemcsék egymáshoz való súrlódása kelti, amelyek már egy száraz sóréteggel vannak beburkolva, hasonlóan ahhoz, ahogyan a gyanta a hegedűvonóról a hegedű húrjaival való súrlódás következtében hangokat bocsát ki. További találgatások tárgya, hogy lehetséges, egy vékony gázréteg esik csapdába a homokszemek között, és a homokszemek olyanok, mint „egy ütőhangszer párnácskái”, amelyek képesek vibrálni, és így létrehozzák az adott hangot.
Nem minden homok énekel, fütyül vagy ugat egyformán. A hallott hangok a frekvencia egy széles skáláján megtalálhatóak, annyira, hogy ez akár homokfoltokonként különbözhet. A finom homokszemek, amelyek szabad szemmel igen nehezen láthatóak, csak egy gyenge ugató hangot keltenek. A közepes méretű homokszemcsék által keltett hang tartománya a gyenge nyüszítő hangtól vagy magas hangtól a leghangosabb ugató hangig terjed.
A víz szintén befolyással van a jelenségre. A nedves szemcsék általában halkak, mivel a szemcsék össze vannak ragadva, ahelyett, hogy egymás mellett elcsúsznának. Habár a kis mennyiségű víz igazából növelheti a hang erősségét. A partvidék legjellegzetesebb helye, ahol éneklő homokot észleltek, a felső, dagály felett lévő száraz vonal, de jelentettek éneklő homokot az alsó apályvonalnál is.